# كانغ جو-هو
كانغ جو-هو (هانغل: 강주호) هو لاعب كرة قدم كوري جنوبي في مركز الوسط، ولد في 26 مارس 1989 في كوريا الجنوبية. لعب مع جونبك هيونداي موتورز.

## وصلات خارجية
- كانغ جو-هو على موقع دوري كوريا الجنوبية (الإنجليزية)
- كانغ جو-هو على موقع قاعدة بيانات كرة القدم.إي يو (الإنجليزية)